# Deuteronomos crassilineata
Deuteronomos crassilineata är en fjärilsart som beskrevs av Barend J. Lempke 1970. Deuteronomos crassilineata ingår i släktet Deuteronomos och familjen mätare. Inga underarter finns listade i Catalogue of Life.